# Palazzo Spinola di Luccoli-Cervetto
Il palazzo Spinola di Luccoli-Cervetto è un edificio sito in salita di Santa Caterina al civico 1 nel centro storico di Genova. L'edificio fu inserito nella lista dei palazzi iscritti ai Rolli di Genova.

## Storia e descrizione
Situato in prossimità dell'antica piazza degli Spinola di Luccoli presso la loggia della famiglia stessa, il palazzo è inserito nei rolli a nome di Agostino Spinola al bussolo 2 ma viene poi declassato nei rolli successivi.
La loggia aderente al palazzo, già trasformata in abitazione nel Settecento, viene demolita nel XIX secolo con la sistemazione di Piazza delle Fontane Marose.
Nel 1798 il palazzo è proprietà di Stefano De Mari, mentre alla fine del XIX secolo si trova nei beni del marchese Giuseppe Cataldi. Sempre nel XIX secolo viene ristrutturato, rinnovando le facciate con basamento a intonaco bagnato e creando un nuovo sistema distributivo a più rampe con tromba.
Un recente intervento di manutenzione riguarda principalmente il rinnovo della coloritura delle facciate.